# Myrmica bergi
Myrmica bergi är en myrart som beskrevs av Mikhail Dmitrievich Ruzsky 1902. Myrmica bergi ingår i släktet rödmyror, och familjen myror.

## Underarter
Arten delas in i följande underarter:
- M. b. bergi
- M. b. divergens
- M. b. persiana